# خضر ترزي
خضر إلياس ترزي، (8 أغسطس 1968 - 9 فبراير 1988 في غزة)، فلسطيني من اعتقله الجيش الإسرائيلي وتوفي تحت التعذيب، وسرقت السلطات الإسرائيلية أعضاء من جسده.

## حياته
ولد في حي الزيتون في غزة، لعائلة مسيحية أصلها من يافا. والدته نوال ترزي (توفيت في 1990)،
```
ووالده إلياس ترزي (توفي في 1997)، وله أخوان هما كمال (مواليد 
6 اغسطس
 
1962
 وقضى 7 سنوات في السجون الإسرائيلية)،
[
1
]
 ورامي، وأختان هن إيفلين ورندة، وكلاهما تقيمان في 
القدس
.
```

أنهى الثانوية العامة في الفرع الأدبي. وعمل بعدها في صياغة الذهب لفترة قصيرة. لم يتزوج. له عدة أخوة هم فؤاد. توفيت والدته، نوال جورج بشارة ترزي، بعد استشهاده بعامين نتيجة لإصابتها بسرطان الكبد بتاريخ 14 يناير 1990م. كما توفي والده إلياس ترزي في 27 سبتمبر 1997م.

## مقتله
أعتقل الترزي في 8 فبراير 1988 وربط إلى مقدمة سيارة جيب عسكرية بعد ضربه، ونقل إلى معتقل «أنصار 2»، وقد وُثُق رفض طبيب المعتقل معالجته بذريعة أنه في الرمق الأخير من حياته، إلا أنه وبسبب ضغوطات من قبل الأسرى تم تحويله لمستشفى سوروكا حيث رفض استقباله، ومن ثم تم تحويله لمستشفى أشكلون في المجدل حيث استشهد في الطريق وتم تحويله معهد أبو كبير الطبي الذي قام بسرقة أعضاء من جسد الشهيد، وسلم إلى أهله بعد انتزاع عينيه وأعضائه الداخلية، وأفاد تقرير طبي بأن سبب الوفاة هو «الضرب المبرح، كسور في جمجمة الرأس، كسر في العامود الفقري، وكسور أخرى».
بضغوط حقوقية وقانونية من المركز الفلسطيني لحقوق الإنسان عقدت محكمة عسكرية إسرائيلية للجنود الذين مارسوا تعذيبه لكن تم تبرئتهم من تهمة القتل.